# Erebus superba
Erebus superba là một loài bướm đêm trong họ Erebidae.